# Hyla helenae
Hyla helenae är en groddjursart som beskrevs av Alexander Grant Ruthven 1919. Hyla helenae ingår i släktet Hyla och familjen lövgrodor. IUCN kategoriserar arten globalt som otillräckligt studerad. Inga underarter finns listade i Catalogue of Life.